# Eustomias arborifer
Eustomias arborifer es una especie de pez de la familia Stomiidae en el orden de los Stomiiformes.

## Morfología
• Los machos pueden llegar alcanzar los 25,3 cm de longitud total.

## Alimentación
Come peces hueso.

## Hábitat
Es un pez de mar y de aguas  tropicales(12°N-25°.

## Distribución geográfica
Se encuentra en el  Atlántico oriental y en el  Atlántico occidental (Golfo de México y Bahamas ).